# Fântânele (okręg Bacău)
Fântânele – wieś w Rumunii, w okręgu Bacău, w gminie Hemeiuș. W 2011 roku liczyła 361 mieszkańców.